# Lisia Góra (Izbica)
Lisia Góra (kaszb. Lësô Góra lub też Lësô Górka, niem. Fuchsberg) – część wsi Izbica w Polsce położona w województwie pomorskim, w powiecie słupskim, w gminie Główczyce nad jeziorem Łebsko. 
W latach 1975–1998 część wsi administracyjnie należała do województwa słupskiego.

## Nazwa
Nazwa Lisia Góra oraz jej odnotowane przez Friedricha Lorentza warianty w gwarach kaszubskich (kabackich): Ləsω gu̯ȯra, Ləsω gu̯òrka są kalkami pierwotnej nazwy niemieckiej Fuchsberg. Nazwa ta, odnotowana po raz pierwszy w 1863, ma charakter topograficzny i jest złożeniem dwóch członów-nazw pospolitych: Fuchs „lis” i Berg „góra”.
Rada Języka Kaszubskiego proponuje kaszubską formę nazwy Lësô Góra.